# Borch II
Borch II – polski herb szlachecki

## Opis herbu
Na tarczy czterodzielnej podzielonej poprzecznym pasem (wszystkie pola i pas złote) w polach I i IV gryf srebrny, w II mitra (korona książęca) oparta o wierzchołek trójkąta, w III skrzyżowane 2 miecze, na pasie trzy czarne kawki w pas. Nad tarczą trzy hełmy w koronach, nad I pół gryfa białego w lewo, nad II pomiędzy dwoma skrzydłami orlimi czarnymi kawka, nad III pół gryfa białego.
Ostrowski wątpi w poprawność takiego przedstawienia herbu, z następujących powodów:
- wszystkie pola nie powinny być jednego koloru,
- nieodpowiedni jest układ kawek (por. Borch III - jego zdaniem kawki powinny znajdować się w polu sercowym)
- herb pochodzący z XV wieku nie powinien mieć trójkąta, gdyż został on dodany dopiero przez Zygmunta Augusta.

## Najwcześniejsze wzmianki
Odmiana pochodzi z XV wieku